# Canal Nou Internacional
Canal Nou Internacional (valenciano para "Canal Nove Internacional") era um dos canais de televisão da entidade pública Radiotelevisió Valenciana (RTVV). A sua criação deveu-se à intenção de aproximar a Comunidade Valenciana aos valencianos que residem fora dela, bem como promovê-la no mundo, daí que o seu âmbito de difusão superasse o dos três canais autonómicos de emissão terrestre (Canal Nou, Canal Nou Dos e Canal Nou 24) e que a sua programação fosse uma mistura dos conteúdos dos três canais autonómicos, ainda que normalmente com maior presença de conteúdos do Canal Nou Dos, ao serem programas de produção própria. A estes programas somavam-se os informativos emitidos no Canal Nou e no Canal Nou 24, bem como alguns eventos desportivos.
O canal era conhecido como Canal Comunitat Valenciana ou CCV até ao dia 5 de Maio de 2005, mudando de nome nessa data para Televisió Valenciana Internacional (abreviado TVVi). No dia 6 de Setembro de 2010, o canal volta a mudar de nome, desta vez para Canal Nou Internacional. Os seus conteúdos eram quase exclusivamente em valenciano.

## Disponibilidade
A recepção do canal podia ser feita através do satélite Hispasat e das diferentes operadoras de TV por cabo, mas a 16 de Julho de 2010 o canal passou a emitir exclusivamente pela internet, cessando as suas emissões por outras plataformas sem aviso prévio devido às dividas acumuladas com a empresa Telefónica de Sistemas. No dia 1 de Março de 2011, todas as referências e hiperligações ao canal foram removidas do sítio da RTVV, mas a página onde se podia seguir a emissão em directo continua activa, emitindo programas de produção própria do Canal Nou e do Canal Nou Dos e uma mira técnica com o som da emissão da Ràdio 9, quando os conteúdos transmitidos por estes canais não podem ser emitidos pela Internet.

## Ligações
- Página oficial (em valenciano)
- Página oficial (em castelhano)
- Programação (em valenciano)
- Programação (em castelhano)